# دوف كريك (كولورادو)
دوف كريك (بالإنجليزية: Dove Creek, Colorado)‏ هي بلدة تقع في مقاطعة دولوريس بولاية كولورادو في الولايات المتحدة. تبلغ مساحتها 1.4 (كم²)، وترتفع عن سطح البحر 2086 م، بلغ عدد سكانها 689 نسمة في عام 2009 حسب إحصاء مكتب تعداد الولايات المتحدة وتصل الكثافة السكانية فيها 498.6 نسمة/كم2.

## وصلات خارجية
- The US50 - Cities and Towns in Colorado State
- Colorado Cities and Towns, Facts, Map, Flag, Colleges, Government, and More